# Acarospora paupera
Acarospora paupera är en lavart som beskrevs av Hugo Magnusson. Acarospora paupera ingår i släktet Acarospora och familjen Acarosporaceae.   Inga underarter finns listade i Catalogue of Life.